# Tiruvarur (district)
Tiruvarur is een district van de Indiase staat Tamil Nadu. Het district telt 1.165.213 inwoners (2001) en heeft een oppervlakte van 2161 km².
Het grondgebied van het huidige Tiruvarur behoorde tot 1991 tot het district Thanjavur en daarna grotendeels tot het daarvan afgesplitste district Nagapattinam. In 1997 kreeg Tiruvarur de status van zelfstandig district.
Hoofdstad: Chennai
Districten: Ariyalur · Chengalpattu · Chennai · Coimbatore · Cuddalore · Dharmapuri · Dindigul · Erode · Kallakurichi · Kanchipuram · Kanyakumari · Karur · Krishnagiri · Madurai · Mayiladuthurai · Nagapattinam · Namakkal · Nilgiris · Perambalur · Pudukkottai · Ramanathapuram · Ranipet · Salem · Sivaganga · Tenkasi · Thanjavur · Theni · Thoothukudi · Tiruchirappalli · Tirunelveli · Tirupattur · Tirupur · Tiruvallur · Tiruvannamalai · Tiruvarur · Vellore · Viluppuram · Virudhunagar